# Eric Holmqvist
Eric Bertil Holmqvist (Svalöv, 2 februari 1917 - 7 juni 2009) was een Zweeds politicus voor de  sociaaldemocraten.
Holmqvist was afkomstig uit Malmöhus län en werd in  1953 volksvertegenwoordiger. Holmqvist was minister van landbouw in 1961-69, minister van binnenlandse zaken in 1969-73 en minister van landsverdediging  in 1973-76.
- International Standard Name Identifier: 0000 0000 6722 6048
- Library of Congress Control Number: n81022788
- LIBRIS: 325750
- Virtual International Authority File: 23457236
- WorldCat: E39PBJtxcXG6wghFpPQBqPWCcP